# Jan Obenberger
Jan Obenberger (15 de mayo de 1892 en Praga - 30 de abril de 1964) fue un entomólogo checo.
Fue profesor de Zoología en la Universidad Charles de Praga. Era un especialista en Buprestidae (escarabajos joyas o escarabajos xilófagos metálicos). Jan Obenberger era muy hábil en la ilustración a color.

## Obras
- Obenberger, J. 1928. De generis Aphanisticus Latr. (Col. Bupr.) speciebus aethiopicis. Africké druhy rodu Aphanisticus Latr. Acta Entomologica Musaei Nationalis Pragae 6:77-98.
- Obenberger, J. 1935. De regionis aethiopicae speciebus generis Agrili novis (Col. Bupr.). Nové druhy krasců z rodu Agrilus z aethiopské oblasti. Acta Entomologica Musaei Nationalis Pragae 13:149-210.
- Obenberger, J. 1937. Révision des espèces exotiques du genre Trachs Fabr. du continent africain. Přehled exotických druhů rodu Trachys africké pevniny. Acta Entomologica Musei Nationalis Pragae 15:46-101.
- Obenberger, J. 1945. Nový druh rodu Promeliboeus Obenb. (Col. Bupr.). De generis Promeliboeus Obenb. species nova (Col. Bupr.). Acta Entomologica Musaei Nationalis Pragae 23:159-160.

Contribuciones a Coleopterorum Catalogus. W. Junk, Berlin
- Obenberger, J. 1926. Pars 84. Buprestidae I. IN: S. Schenkling (ed.), Coleopterorum Catalogus. W. Junk, Berlin, pp. 1–212.
- Obenberger, J. 1930. Pars 111. Buprestidae II. IN: S. Schenkling (ed.), Coleopterorum Catalogus. W. Junk, Berlin, pp. 213–568.
- Obenberger, J. 1934. Pars 132. Buprestidae III. IN: S. Schenkling (ed.), Coleopterorum Catalogus. W. Junk, Berlin, pp. 569–781.
- Obenberger, J. 1935. Pars 143. Buprestidae IV. IN: S. Schenkling (ed.), Coleopterorum Catalogus. W. Junk, Berlin, pp. 782–934.
- Obenberger, J. 1936. Pars 152. Buprestidae V. IN: S. Schenkling (ed.), Coleopterorum Catalogus. W. Junk, Berlin, pp. 935–1246.
- Obenberger, J. 1937. Pars 157. Buprestidae VI. IN: S. Schenkling (ed.), Coleopterorum Catalogus. W. Junk, Berlin, pp. 1247–1714.